# Jackie McMullan
Jackie McMullan, mit Spitznamen auch Teapot genannt, (* 1955 in Belfast, Nordirland) ist ein früherer Freiwilliger der Provisional Irish Republican Army (IRA) und beteiligte sich am Irischen Hungerstreit von 1981.

## Frühes Leben
Jackie McMullan war das drittälteste Kind einer Familie mit sieben Kindern. Er studierte in Athlone in der Republik Irland, bevor er 1971 nach Belfast zurückkam. Entsprechend der Internment-Politik, die der Staatssekretär für Nordirland Merlyn Rees ab August 1971 stufenweise einführen wollte, wurde das Haus von McMullan mehrmals durchsucht und im September 1971 sein ältester Bruder Michael interniert. Später im gleichen Jahr wurde McMullan Mitglied in der Fianna Éireann, der Jugendorganisation der IRA. McMullan führte zu seinen Erfahrungen als Jugendlicher hierzu aus:
„In my teens I was arrested maybe 20 times. Every male aged 13 to 65 would have been arrested, the vast majority for screening. And every single one of my friends joined the Fianna. We'd be scouting; you wouldn't have participated in firing guns or in ambushes. After school there were riots. The Brits, probably bored out of their skulls, used to drive down the Glen Road every day as schools were getting out.“ („In meiner Jugendzeit wurde ich vielleicht zwanzigmal arrestiert. Viele Frauen im Alter von 13 bis 65 waren inhaftiert. Jeder meiner Freund war in der Fianna. Wir waren Beobachter und wollten teilnehmen den Schießereien oder Überfällen. Nach der Schule gab es Ausschreitungen. Die Briten, sicherlich tödlich gelangweilt, fuhren stets nach Schulschluss die Glen Road täglich ab, wenn die Schule beendet war.“)
1973, im Alter von 17, wurde McMullan Mitglied der Belfast Brigade. 1975 erhielt er den Spitznamen "Teapot" nachdem über einem seiner Augen einen Kopfdurchschuss bei einem Angriff einer Patrouille der British Army erhielt. Er wurde 1976 im Besitz eines Revolvers verhaftet, nachdem ein bewaffneter Angriff auf die Basis Royal Ulster Constabulary (RUC) erfolgt war, und kam ins Crumlin Road Jail unter dem Vorwurf des versuchten Mordes an Offizieren der RUC. In der Gerichtsverhandlung im September 1976 verweigerte McMullan dem Gericht seine Anerkennung und widersprach seiner Zuständigkeit und wurde nach 40 Minuten Verhandlung zu einer lebenslangen Haftstrafe verurteilt und anschließend im Maze Prison inhaftiert.

## Gefangenschaft
McMullan war die zweite Person, die sich weigerte die Gefängnisuniform anzuziehen und auf dem Special Category Status für paramilitärische Gefangene beharrte. Anschließend beteiligte er sich am Blanket Protest, den Kieran Nugent begann. In 1978, nach einer Reihe von Angriffen auf Gefangene durch Gefängniswärter, als sie ihre Zellen verließen, eskalierte der Protest in den Dirty Protest. In diesem Protest weigerten sich die Gefangenen ihren Körper zu waschen und verschmierten ihre Zellenwände mit ihren Exkrementen, da sie ihre Zellen nicht mehr verlassen wollten.:220 Da sich McMullan weigerte, die Uniform zu tragen, erhielt er ein absolutes Besuchsverbot, und sah seine Familie bis zum Dezember 1979 nicht mehr. McMullan beschrieb die Besuche in einem Interview:
„The screws [prison officers] standing beside you, hating you, hating your relatives. Your eyes are bulging because you're locked in a cell 24 hours a day, you have matted hair, you're filthy, you look like a deranged maniac. You go out and try to act normal to your family, putting on a brave face, and so are they.“ („Die Gefängniswärter standen neben dir, hassten dich und deine Verwandten. Unsere Augen traten hervor, weil wir in die Zellen 24 Stunden am Tag starr blickten, unsere Haare waren verflizt, wir fühlten uns dreckig, wir sahen aus wie verwirrte Wahnsinnige. Du gingst hinaus und versuchtest mit deiner Familie normal umzugehen, machtest ein tapferes Gesicht - so waren wir.“)
Bei seinem nächsten Besuch im März 1980 wollte McMullan seine Mutter Bernadette sehen, aber es kam ein Priester, der ihm von ihrem Tod berichtete. Während der Gefangenschaft von McMullan hatte seine Mutter den Protest unterstützt und war eingetreten in das Relatives Action Committee, eine Vorgängerorganisation des National H-Block/Armagh Committee. Zur Unterstützung der Gefangenen nahm Bernadette teil an Demonstrationen über das gesamte In- und Ausland verteilt; sie war beteiligt in einer Gruppe protestierender Frauen, die sich am Zaun vor der Downing Street No. 10 in London anketteten.
McMullan wurde der am längsten protestierende Gefangene als Nugent im Jahr 1980 entlassen wurde und als später im Jahre die Proteste weiter eskalierten und sieben Gefangene in einen 35-tägigen Hungerstreik traten. Dieser Streik sollte die ursprünglichen Rechte der paramilitärischen Gefangenen wiederherstellten. Gegen Ende des Jahres 1980 eskalierte der Dirty Protest, weil ihre Forderungen nicht akzeptiert wurden, und sieben Gefangenen nahmen einen 35-tägigen Hungerstreik auf, um den ursprünglichen Status wiederherzustellen, der die Forderungen, die so genannten „Five Demands“, beinhalteten:
- Das Recht keine Gefängnisuniformen zu tragen
- Das Recht Gefängnisarbeit zu verweigern
- Das Recht freie Verbindungen mit anderen Gefangenen aufzunehmen und Bildungs- und Freizeitveranstaltungen zu organisieren
- Das Recht auf einen Besuch, einen Brief und Paket je Woche
- Voller Straferlass der am Streik Beteiligten.[5]:229–234

Dieser Streik endete, bevor einer der Hungerstreikenden starb, und der frühere politische Status wurde zugesichert. Als die Gefangenen schließlich bemerkten, dass ihre Forderungen nicht in Gänze erfüllt wurden, begann am 1. März 1981 der Irische Hungerstreik von 1981, der von der Bobby Sands, dem kommandierenden IRA-Offizier im Gefängnis geführt wurde. McGeown trat in den Streik am 9. Juli ein, nachdem Sands und vier weitere Gefangenen gestorben waren.
Nach dem Tod des hungerstreikenden Michael Devine und den Interventionen der Familien zahlreicher Gefangener wurde der Streik am 3. Oktober 1981 beendet, am 48. Tag von McMullans Hungerstreik.

## Leben nach Gefangenschaft
McMullan wurde 1992 entlassen und unverzüglich danach setzte er sich für die Rechte von entlassenen republikanischen Gefangenen ein. Seit dieser Zeit arbeitete er für den politischen Flügel der IRA, der Sinn Féin, und half bei der Gründung von Gruppen für frühere Gefangene. 2000 half er bei der Übertragung der Gefangenen-Bibliothek des Maze Prison in die Linen Hall Library in Belfast, die einen Einblick in die Leihbibliothek der früheren Gefangenen vermittelt. McMullan hat seit seiner Entlassung für die Ausbildung der politischen Ausbildungsverantwortlichen von Coiste na n-Iarchimí gearbeitet, eine Dachorganisation der Gruppen früherer republikanischer Gefangenen. Seit März 2007 arbeitet er als Spezialberater für Sinn Féins Minister for Education Caitríona Ruane.